# God Gave Rock ’n’ Roll to You II
God Gave Rock ’n’ Roll to You II ist ein Lied der US-amerikanischen Hard-Rock-Band Kiss, das 1991 für den Soundtrack zum Film Bill & Ted’s verrückte Reise in die Zukunft aufgenommen wurde. Der Titel erreichte als Singleveröffentlichung in vielen Ländern die Top Ten der Charts.

## Entstehungsgeschichte
Der Titel war ursprünglich als God Gave Rock and Roll to You von Russ Ballard geschrieben worden, 1972 war er als Eröffnungstitel auf dem Album In Deep der Band Argent erschienen, der Ballard angehörte. Die ursprüngliche Länge des Titels betrug 6:44 Minuten.
James Iovine, Chef des Musiklabels Interscope, wollte diesen Titel auf dem Soundtrack zum Film haben, allerdings hatte er die Idee, dass Kiss den Song dafür aufnehmen sollten. Iovine beauftragte den Produzenten Bob Ezrin damit, diese Idee zu realisieren. Ezrin nahm den Auftrag an, da der Zeitrahmen (fünf Tage) und das Budget angemessen waren.
Der Song wurde von Stanley, Simmons und Ezrin überarbeitet und erhielt einen neuen Text, lediglich der Refrain und Teile der zweiten Strophe blieben erhalten. Wegen der massiven Änderungen wurde das Lied in God Gave Rock ’n’ Roll to You II umbenannt, anschließend wurde es für den Soundtrack des Films aufgenommen. Kiss-Schlagzeuger Eric Carr war im April 1991 wegen eines Tumors im Herzen operiert worden und konnte nicht spielen, hatte sich zu diesem Zeitpunkt aber soweit erholt, dass er die Backing Vocals für den Titel mit aufnehmen konnte.
Die Aufgabe des Schlagzeugers für den Titel übernahm Eric Singer, der zuvor auf zwei Alben von Black Sabbath, von Badlands und auf einigen Singles von Gary Moore gespielt hatte. Außerdem hatte er für Demoaufnahmen von Paul Stanley zum Kiss-Album Hot in the Shade bereits Schlagzeug gespielt und war auch Schlagzeuger auf dessen Solo-Tournee 1989 gewesen.
Die Band erwarb nach den Aufnahmen die Veröffentlichungsrechte für das Lied, um den Song auf einem Kiss-Album veröffentlichen zu können.

## Veröffentlichung
God Gave Rock ’n’ Roll to You II wurde im Juli 1991 von Interscope Records veröffentlicht. Für den Soundtrack trug der Song den Titel God Gave Rock and Roll to You II, die in diesem Artikel benutzte Schreibweise gilt für die Veröffentlichungen von Kiss. Die Single enthielt eine gekürzte Fassung (Edit) des Titels, der 3:53 Minuten lang war. Auf der CD-Single befanden sich zwei weitere Titel vom Bill and Ted-Soundtrack, nämlich Junior’s Gone Wild von der Band King’s X und Shout It Out von Slaughter.
God Gave Rock ’n’ Roll to You II wurde erst mit Veröffentlichung des Kiss-Albums Revenge am 19. Mai 1992 in voller Länge herausgebracht; bei der auf dem Album verwendeten Version handelt es sich um einen Remix der für den Film aufgenommenen Fassung. Der Song erschien außerdem als zweiter Titel auf der Single zu Unholy.
Die als Single veröffentlichte und auf dem Soundtrack-Album enthaltene Version des Songs unterscheiden sich von der im Film verwendeten Fassung: Im Film ist ein Gitarrensolo mit einer Länge von etwa 40 Sekunden zu hören, das von Steve Vai gespielt wurde und das später auf seinem Album The Elusive Light and Sound, Vol. 1 unter dem Titel Final Solo veröffentlicht wurde.

## Zitate
„Mit »God Gave Rock ’n’ Roll to You« schrieben wir einen Song für einen coolen Film […] und konnten gleichzeitig herausfinden, ob wir noch im Team zusammenarbeiten konnten. Gene, Paul und ich machten genau da weiter, wo wir in New York aufgehört hatten – wir sahen uns eher als Familie denn als Freunde – und genossen unsere Zusammenarbeit sehr.“

„Interscope Records fragten uns, ob wir den Song machen würden. Ehrlich gesagt kann sich keiner mehr an die Originalversion erinnern, außer an den Refrain. Wenn ich mir die Version von Argent anhöre, kann ich nicht einmal genau sagen, wovon zur Hölle er überhaupt handelt; sie singen über Blumen, Bäume und Schlangen. Wir sagten dem Label wir würden es tun, aber dafür müssten wir ihn umschreiben.“